# Сутугин мост
Суту́гин мост — пешеходный металлический балочный мост через Бумажный канал в Адмиралтейском районе Санкт-Петербурга. Связывает Перекопскую (бывшую Сутугину) улицу с парком Екатерингоф. Выше по течению находится Бумажный мост.

## Название
Название моста известно с 1860 года и связано с находившейся здесь поблизости Сутугиной дачей, построенной в 1815 году для купца Матвея Сутугина. 

## История
Первый деревянный мост на этом месте был построен не позднее 1795 года. В 1823 году перестроен по проекту инженеров П. П. Базена и Б. Э. Клапейрона как деревянный пятипролётный мост. В 1878 году выполнен капитальный ремонт. В 1902 году городская дума рассматривала вопрос о замене деревянного моста железобетонным, но решение не было принято. К 1903 году длина моста составляла 27,7 м, ширина — 9,6 м. В 1945 году деревянное пролётное строение было заменено металлическим из двутавровых балок, а деревянное покрытие — на деревоплиту с асфальтобетонным покрытием. Существующий мост построен в 1979 году по проекту инженера В. Н. Шлотского. При строительстве были использованы балки пролётного строения Головинского моста.

## Конструкция

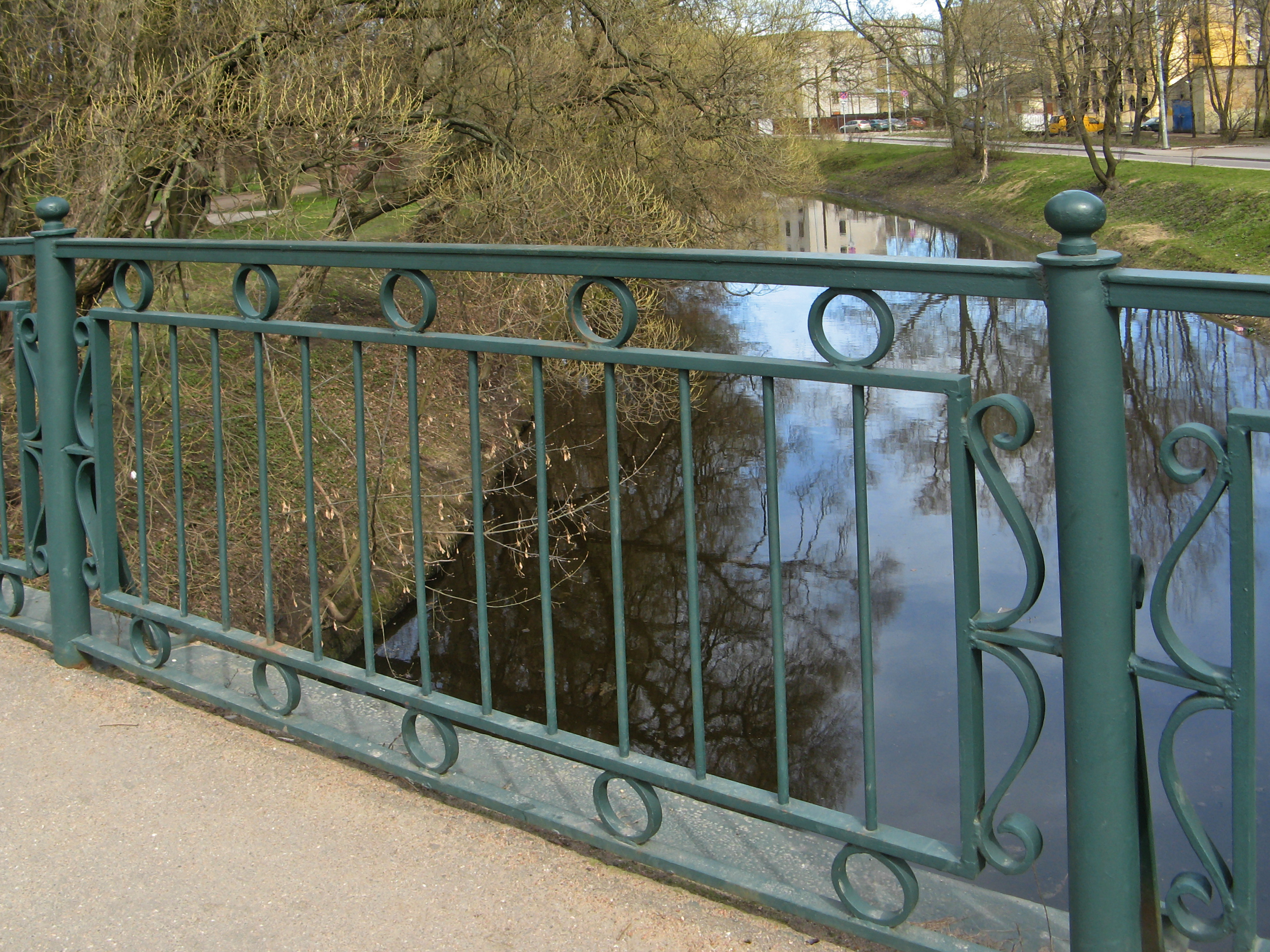
Перильное ограждение Сутугина моста

Мост однопролётный сталежелезобетонный балочный. Пролётное строение моста состоит из двутавровых балок с криволинейным очертанием нижнего пояса, объединенных монолитной железобетонной плитой. Устои из монолитного железобетона на высоком свайном ростверке. Длина моста — 25 м, ширина — 9,7 м.
Мост предназначен для движения пешеходов. Покрытие прохожей части — асфальтобетон. Перильное ограждение металлическое, простого рисунка, на устоях завершается гранитными тумбами. Берегоукрепление под мостом устроено в виде низких стенок набережной без облицовки с укреплённым железобетонными плитами откосом. На правобережном устое установлены гранитные вазы XIX века.